# هیروشی اوگاوا (انیماتور)
هیروشی اوگاوا (انگلیسی: Hiroshi Ogawa; ۱ ژانویهٔ ۱۹۵۰ – ۷ اوت ۲۰۱۳) پویانما اهل ژاپن بود.